# 阿知須共立病院
阿知須共立病院（あじすきょうりつびょういん）は、山口県山口市阿知須（旧・阿知須町）にある病院。医療法人協愛会が運営を行っている。

## 沿革
（この節の出典）
- 1770年（明和7年） - 初代三好玄良が、萩で医術を習得し、以後毛利藩筆頭家老宍戸家典医として医業に従事する。この間、萩より山口市佐山に転居。
- 1870年（明治3年） - 五代三好文治が山口市佐山より阿知須に転居、佐山・阿知須両地区で医療を行い、六代三好正一も引き続き両地区にて医療を行う。
- 1950年（昭和25年）12月 - 七代目に当たる現理事長三好正之（のちの阿知須町長）が現在地に三好医院を開業。
- 1957年（昭和32年）12月 - 三好医院から三好病院に改称。
- 1958年（昭和33年）11月1日 - 三好病院を廃止し、医療法人協愛会阿知須共立病院として新たに開業（三好正之が理事長、院長を兼任。診療科目は内科、外科、産婦人科、放射線科。病床数22床。）。
- 1987年（昭和62年） - 病床数が185床となる。
- 1988年（昭和63年）4月 - 人間ドック事業を開始。
- 1991年（平成3年）1月 - 老人保健施設ニューライフあじすを開設（45床）。老健施設への病床転換により、病院は135床となる。
- 1994年（平成6年）3月 - 老人保健施設ニューライフあじすを80床に増床。
- 1998年（平成10年）6月 - 訪問看護ステーションすこやかナースを開設。
- 2000年（平成12年）4月 - 介護保険制度の開始に伴い、通所リハビリテーション、介護支援事業所を設置。
- 2004年（平成16年）8月 - 電子カルテシステム稼動。
- 2010年（平成22年）7月 - 透析センター開設。
- 2015年（平成27年）2月 - 新病院グランドオープン。

## 診療科
（この節の出典）
- 内科
- 消化器内科（胃腸内科）
- 循環器内科
- 内視鏡内科
- 腎臓内科
- 糖尿病内科（代謝内科）
- 内分泌内科
- 呼吸器内科
- 外科
- 消化器外科（胃腸外科）
- 乳腺外科
- 血管外科
- 呼吸器外科
- 整形外科
- 脳神経外科
- 放射線科
- リハビリテーション科

## 診察・受付時間
- 平日 - 8:30から17:30
- 土曜 - 8:30から12:30
- 日曜、祝日及び8月15日・16日、12月31日から翌1月3日は休診。

## 医療機関の指定・認定
（下表の出典）
| 保険医療機関                                             | 労災保険指定医療機関                           |
| 指定自立支援医療機関（更生医療）                         | 身体障害者福祉法指定医の配置されている医療機関 |
| 生活保護法指定医療機関                                   | 特定疾患治療研究事業委託医療機関               |
| 結核指定医療機関                                         | 在宅療養支援病院                               |
| 難病の患者に対する医療等に関する法律に基づく指定医療機関 | 原子爆弾被害者一般疾病医療取扱医療機関         |

- 救急告示病院[3]
- 肝疾患専門医療機関[4]
- 公益財団法人日本医療機能評価機構認定病院[5]
- このほか、各種法令による指定・認定病院であるとともに、各学会の認定施設でもある。

## 交通アクセス
- JR宇部線「阿知須駅」より徒歩2分[6]。

- 宇部市営バス「阿知須」停留所下車（300m）[6]。
- JR各線「新山口駅」より車で20分[6]。

- 山口宇部道路阿知須ICより車で5分[6]。